# Croire (chanson)
Pour les articles homonymes, voir Croire.
Chansons représentant le Luxembourg au Concours Eurovision de la chanson
Amour, Amour
(1987) Monsieur
(1989)
Singles de Lara Fabian
L'Aziza est en pleurs
(1986) Je sais
(1989)
Croire est une chanson écrite par Alain Garcia, composée par Jacques Cardona et interprétée par Lara Fabian parue en 45 tours en 1988.
C'est la chanson représentant le Luxembourg au Concours Eurovision de la chanson 1988 le 30 avril à Dublin.
Elle a également été enregistrée par Lara Fabian dans des versions en allemand et en anglais, respectivement sous les titres Glaub et Trust (« Confiance »).

## À l'Eurovision
La chanson est intégralement interprétée en français, langue officielle du Luxembourg, comme l'impose la règle entre 1976 et 1999. L'orchestre est dirigé par Régis Dupré.
Croire est la dix-septième chanson interprétée lors de la soirée du concours, suivant Laissez briller le soleil de Reynaert pour la Belgique et précédant Vivo (Ti scrivo) de Luca Barbarossa pour l'Italie.
À l'issue du vote, elle obtient 90 points, se classant 4e sur 21 chansons,.

## Liste des titres
| A1. | Croire | Jacques Cardona, Alain Garcia | 2:48 |
| B1. | Trust  | Jacques Cardona, Gyle Waddy   | 2:48 |

## Historique de sortie
| Pays      | Date | Format          | Label            |
| --------- | ---- | --------------- | ---------------- |
| Allemagne | 1988 | 45 tours        | Papagayo         |
| France    | 1988 | 45 tours        | Tréma            |
| Canada    | 1989 | Cassette single | Trans Euro Music |